# Colimaïte
La colimaïte, l'occurrence naturelle de K3VS4, est un sulfure découvert dans le sud-ouest du Mexique.  Ce sulfure de potassium-vanadium a été récolté dans le cratère du volcan Colima.  Le nom du minéral est dérivé du nom de la localité de ce volcan et a été approuvé en 2007, en même temps que le minéral, par la Commission on New Minerals, Nomenclature and Classification (CNMNC).  Il lui a été attribué le numéro de l'Association internationale de minéralogie IMA 2007-045.